# Vitz-sur-Authie
Vitz-sur-Authie é uma comuna francesa na região administrativa de Altos da França, no departamento de Somme. Estende-se por uma área de 4,66 km². Em 2010 a comuna tinha 129 habitantes (densidade: 27,7 hab./km²).